# Anders Chydenius
Anders Chydenius (26 de febrero de 1729-1 de febrero de 1803) fue un filósofo, economista, científico, escritor, médico, músico, sacerdote y político nórdico nacido en Sotkamo, una pequeña localidad sueca que hoy pertenece a Finlandia (de ahí que se le considere tan sueco como finlandés).
En 1765 publicó un ensayo titulado Den nationnale winsten (El beneficio nacional o La riqueza nacional) en el que, once años antes que Adam Smith (pero en sueco), desarrolló la mayoría de los elementos teóricos básicos de La riqueza de las naciones (1776), como las ventajas del libre comercio o la metáfora de la mano invisible acuñada por Smith en su Teoría de los sentimientos morales (1759).
Defensor radical de la libertad de prensa, de la transparencia política y de la rigidez en el control parlamentario del gasto público (para procurar el buen gobierno y evitar la corrupción), fue obligado en 1766 a dimitir como parlamentario por sus propios compañeros de partido y se dedicó a otras actividades de reforma social.
- Datos: Q490870
- Multimedia: Anders Chydenius / Q490870